# Баха-Лимия (комарка)
Баха-Лимия (исп. La Baja Limia,  галис. A Baixa Limia)  — район (комарка) в Испании, входит в провинцию Оренсе в составе автономного сообщества Галисия.

## Муниципалитеты
1. Банде
2. Энтримо
3. Лобера
4. Ловиос
5. Муиньос